# Рунянин, Йосип
Йосип Рунянин (серб. Јосиф Руњанин / Josip Runjanin; 8 декабря 1821, Винковци, Австрийская империя — 2 февраля 1878, Нови-Сад, Австро-Венгрия) — австро-венгерский композитор сербского происхождения, известный благодаря составлению мелодии хорватского национального гимна.

## Биография
Йосип Рунянин родился в сербской семье в декабре 1821 году. Был крещен в сербской православной церкви в Винковцах. В этом же городе получил образование, а затем учился в городе Сремски-Карловци. Служил в австрийском императорском войске в качестве кадета на военной границе в городе Глина. Во время службы получил чин капитана, а также, благодаря военному оркестру, научился играть на фортепиано. Во время службы заинтересовался движением иллиристов и познакомился с поэтом Антоном Михановичем. Общепризнанно, что Рунянин, не будучи профессиональным композитором, написал музыку к патриотической хорватской песни Михановича «Наша прекрасная Родина» (хорв. Lijepa naša domovina) в 1846 году. По словам хорватского музыковеда Йосип Андреиса, Рунянин в своей музыке использовал арию sole piu ratto a sorger t’appresta из 3 акта оперы Лючия ди Ламмермур итальянского композитора Гаэтано Доницетти. Его песня Ljubimo te naša diko, по мотивах оперы Гаэтано Доницетти Любовный напиток была написана в честь бана Хорватии Йосипа Елачича. Хорватский гимн был впервые исполнен на улицах Загреба в 1891 году во время хорватского-славонской выставки.

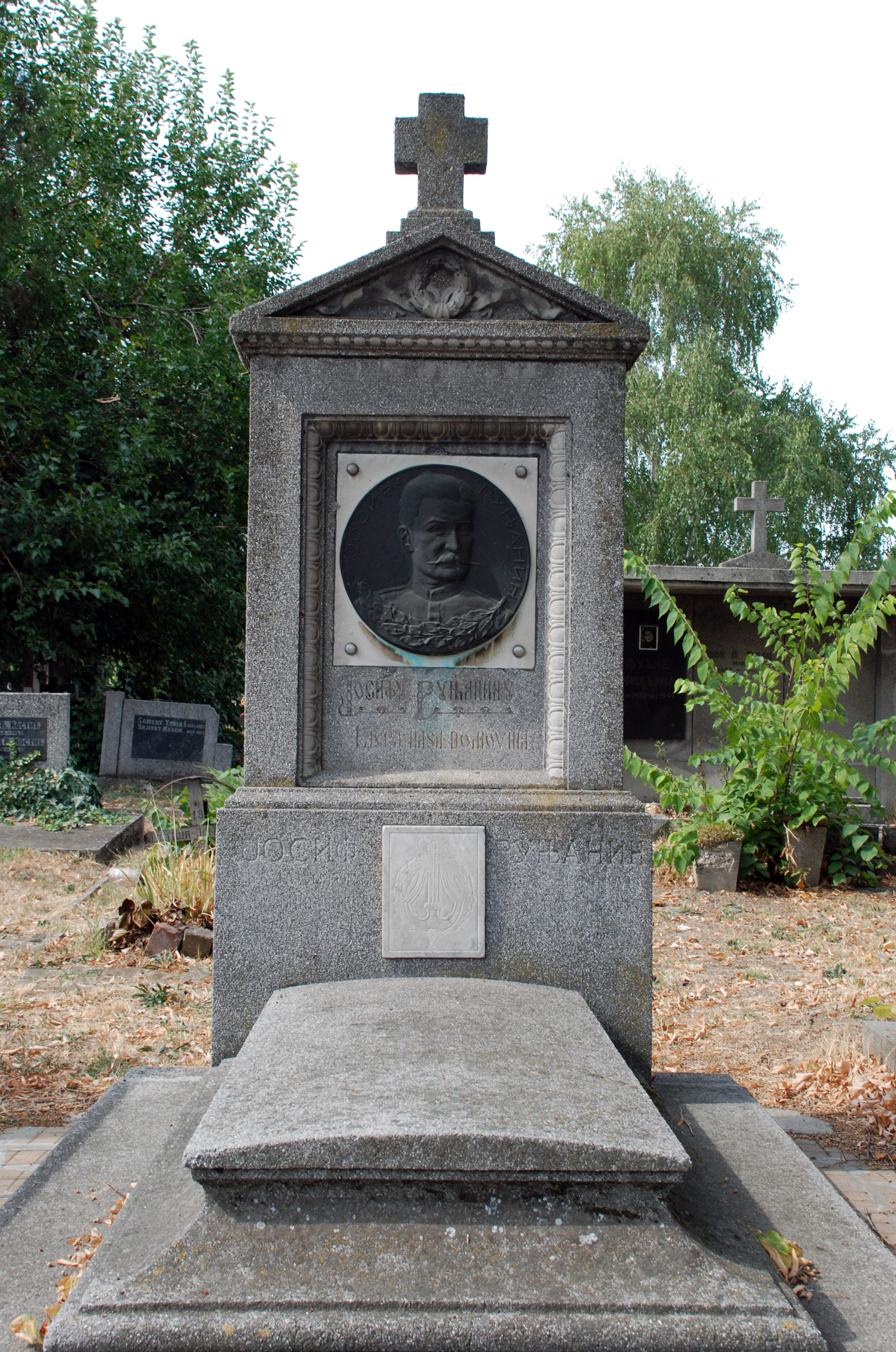
Надгробие на могиле Йосипа Рунянина

Позже, Рунянин дослужился до полковника. В 1864 году, в возрасте 43 лет, Рунянин женился на дочери капитана Тома Петковича. В 1865 году избран в Хорватский сабор. После выхода на пенсию переехал в Нови-Сад, где умер 2 февраля 1878 года.
Похоронен на кладбище в городе Нови-Сад.

## Память
В честь Йосипа Рунянина названо несколько школ в Хорватии. Также его имя носит музыкальная школа в Винковичах (хорв. Osnovna glazbena škola Josipa Runjanina).